# Paul Fürst
Paul Fürst (Sierning, 1856. augusztus 12. – Salzburg, 1941. február 14.) osztrák cukrász, az "Eredeti Salzburgi Mozart-golyó" feltalálója.

## Életrajza
Paul Fürst Johann Fürst (1827-1868) borbély és Josefine Rehle (1822-1876) fia volt.
Apja csak 1849-ben érkezett Salzburgba. 1854-ben szerzett sebészi és szülészi gyakorlati engedélyt az ottani Medicinal Collegiumban. 
Szülei halála után Paul Fürst gyámjával, Paul Weibhauserrel nőtt fel. Salzburgban cukrászdája volt a Brodgasse 13. szám alatt. Paul Fürst Weibhausernél tanulta a cukrász szakmát, majd Bécs, Budapest, Párizs és Nizza vezető cukrászdáiban tanult tovább.

## A „Mozartbonbon” feltalálása

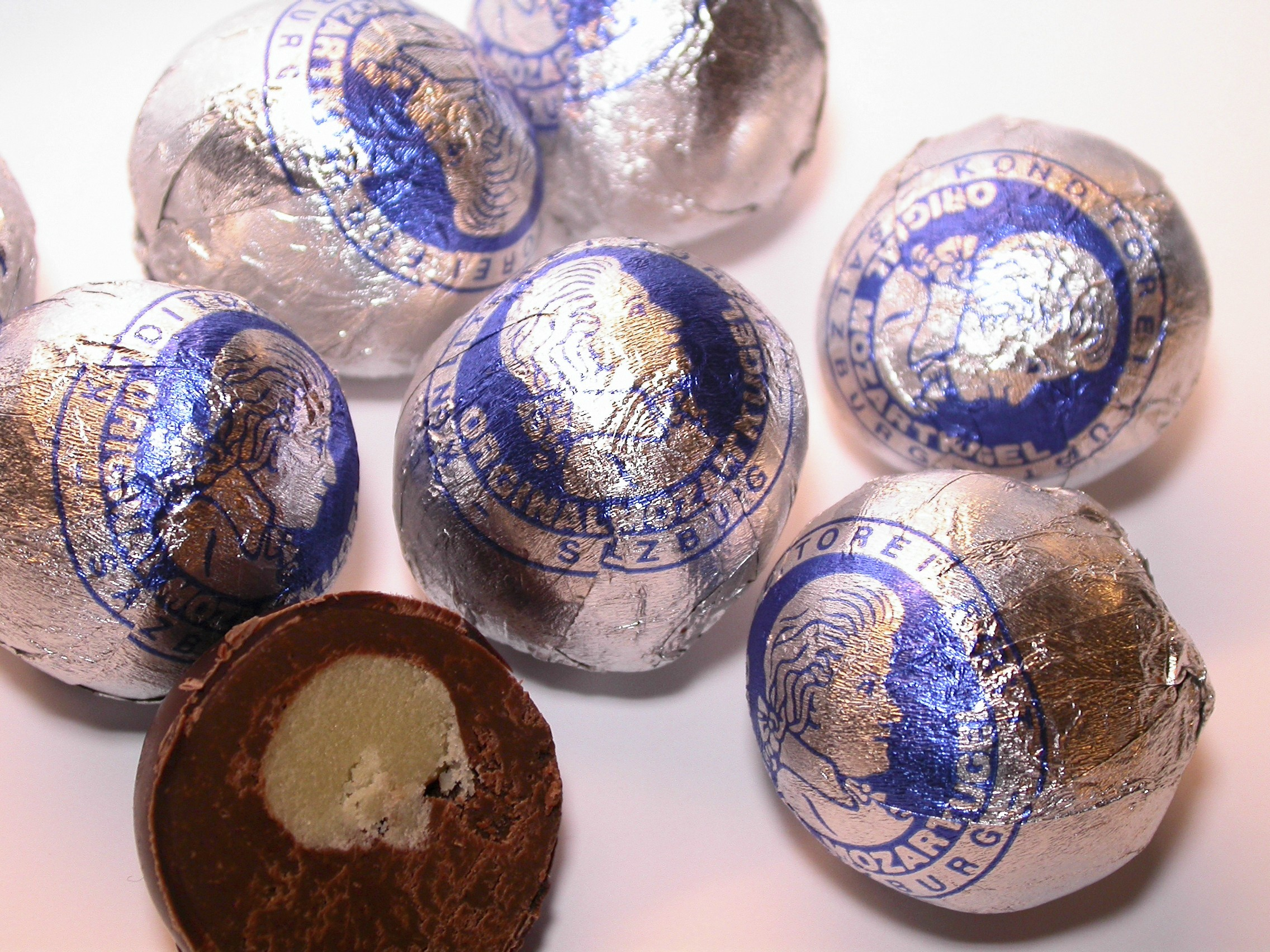
Eredeti Salzburgi Mozartgolyó

1884-ben saját cukrászdát nyitott, ismét a Brodgasse 13. szám alatt. 1890-ben Paul Fürst hosszú kísérletek során után elkészített egy pisztáciával dúsított marcipángolyót, amelyet vastag nugátkrém réteggel vont be. Ezt a golyót egy fapálcika segítségével olvasztott csokoládéba mártotta, majd sötét sztaniolba csomagolta. Wolfgang Amadeus Mozart zeneszerző után "Mozart-golyónak" nevezte el (akkor még "Mozartbonbon" volt a neve). Alkotását az 1905-ös párizsi nemzetközi vásáron aranyéremmel jutalmazták.
A nagy sikernek köszönhetően hamarosan számos más cukrászdától származó termékutánzat is megjelent a piacon. Mivel Paul Fürst nem szabadalmaztatta találmányát, így a „Mozartkugel” név önmagában nem védett jogilag.
Az "Eredeti Salzburgi Mozartgolyót" (ez a kifejezés ma oltalom alatt áll) azonban még ma is kizárólag kézzel készítik a családi tulajdonban lévő Konditorei Fürstben, az eredeti helyen, a Brodgassén. A készítés a hagyományos recept szerint és az eredeti gyártási módszerrel zajlik. Csak a négy salzburgi telephelyen gyártják őket, míg az utánzatokat többnyire iparilag állítják elő, és hatalmas mennyiségben árusítják.
Paul Fürstöt 1941. február 14-én bekövetkezett halála után a salzburgi önkormányzati temetőben temették el. A Petersfriedhof családi kriptában emléktábla állít neki emléket.

## Fordítás
Ez a szócikk részben vagy egészben  a   Paul Fürst (Konditor) című német Wikipédia-szócikk fordításán alapul.  Az eredeti cikk szerkesztőit annak laptörténete sorolja fel. Ez a jelzés csupán a megfogalmazás eredetét és a szerzői jogokat jelzi, nem szolgál a cikkben szereplő információk forrásmegjelöléseként.